# Aphrophila
Aphrophila is een geslacht van steltmuggen (Limoniidae).

## Soorten
Deze lijst van 18 stuks is mogelijk niet compleet.
- A. amblydonta (Alexander, 1971)
- A. antennata (Alexander, 1953)
- A. aurantiaca (Alexander, 1944)
- A. bidentata (Alexander, 1968)
- A. carbonaria (Alexander, 1931)
- A. coronata (Alexander, 1944)
- A. chilena (Alexander, 1928)
- A. flavopygialis (Alexander, 1922)
- A. luteipes (Alexander, 1926)
- A. monacantha (Alexander, 1926)
- A. multidentata (Alexander, 1931)
- A. neozelandica (Edwards, 1923)
- A. subterminalis (Alexander, 1967)
- A. tridentata (Alexander, 1926)
- A. trifida (Alexander, 1926)
- A. triton (Alexander, 1922)
- A. viridinervis (Alexander, 1934)
- A. vittipennis (Alexander, 1925)